# Souffelweyersheim
Souffelweyersheim (deutsch Suffelweyersheim) ist eine französische Gemeinde mit 8120 Einwohnern (Stand 1. Januar 2021) im Département Bas-Rhin in der Region Grand Est (bis 2015 Elsass).

## Geografie
Souffelweyersheim liegt in der Oberrheinebene zwischen Vogesen und Rhein, etwa sechs Kilometer nördlich von Straßburg, zwischen Mundolsheim und Schiltigheim sowie an der Autoroute A4, deren nächstgelegener Anschluss Nr. 49 – Reichstett ist. Durch die Ortschaft fließt die Souffel, ein Flüsschen, das in die Ill mündet.
Nachbargemeinden sind (im Uhrzeigersinn von Norden) Reichstett, Hœnheim, Niederhausbergen und Mundolsheim.

## Geschichte
Das erste Mal erwähnt wurde der Ort 1156 unter dem Namen Wickersheim. Da es häufig zu Verwechslungen mit dem nahe gelegenen heutigen Weyersheim kam, erhielt er den Zusatz mit dem Namen des Flusses, so dass er ab 1285 unter seinem heutigen Namen bekannt ist. Wahrscheinlich gehörte er zum Einflussbereich des Bistums Straßburg.
Unter dem Dreißigjährigen Krieg hatte die Ortschaft sehr zu leiden, zeitweise wurde sie von ihren Bewohnern verlassen.

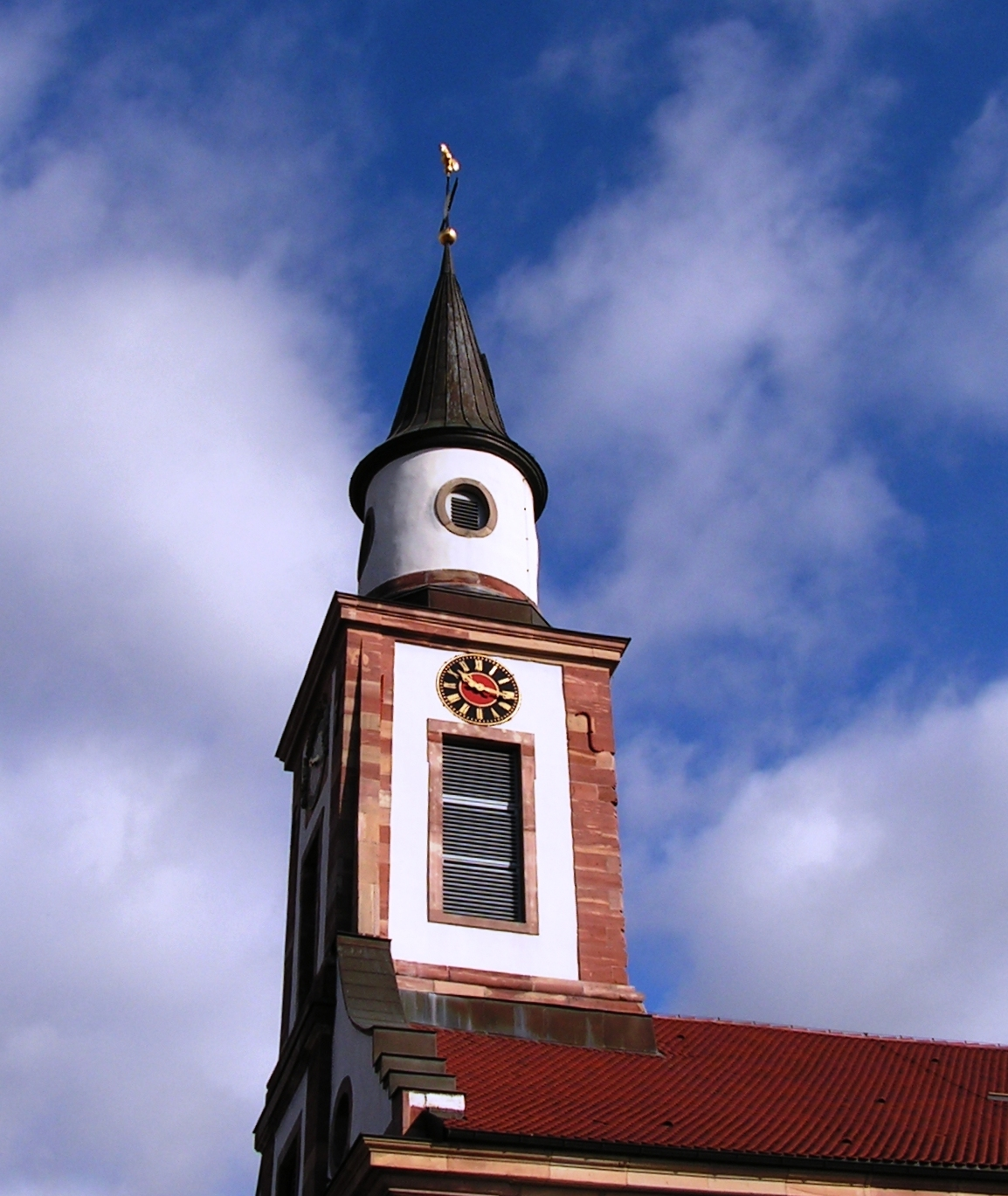
Turm der Kirche Saint-Georges

Das 18. Jahrhundert war eine relativ friedliche Periode, während der die neue Kirche Saint-Georges im neoklassischen Stil erbaut wurde, von der heute noch der untere Teil des Turmes mit der Jahreszahl 1781 original erhalten ist.
Auch während der Französischen Revolution, vor allem aber während der Befreiungskriege am Ende der Herrschaft Napoleons wurde Souffelweyersheim schwer in Mitleidenschaft gezogen: Am 29. Juni 1815 wurde es total niedergebrannt, viele Einwohner kamen ums Leben. Bis 1820 wurden viele Fachwerkhäuser wieder neu erbaut, die Kirche wurde 1820 neu errichtet, 1827 der stehengebliebene Turmstumpf aufgestockt.

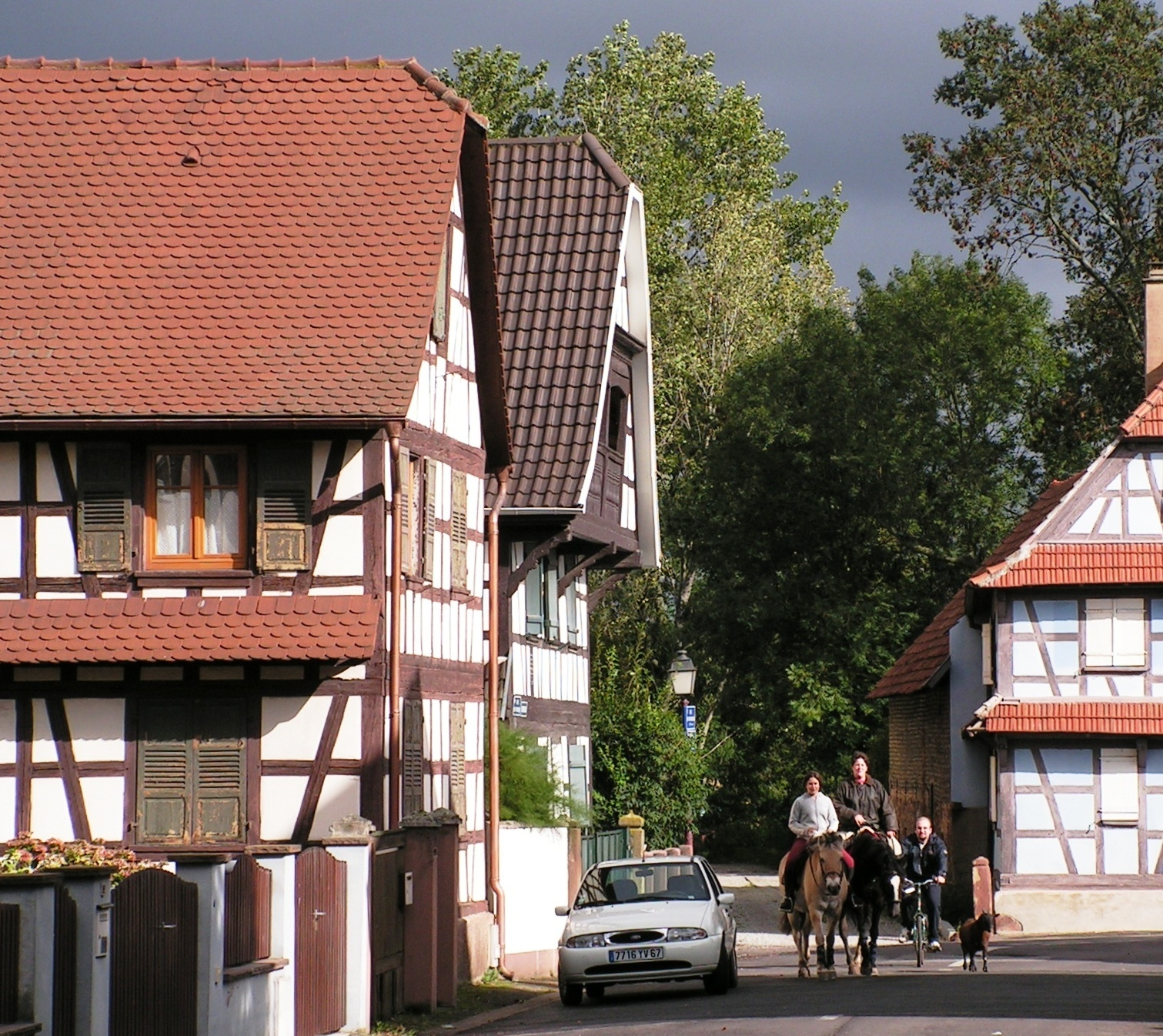
Fachwerkgebäude in Souffelweyersheim

Nach 1870 wurde die Gemeinde in die Verteidigungsanlagen von Straßburg einbezogen, Reste davon sind in der Umgebung noch zu sehen.
War der Ort zu Beginn des 20. Jahrhunderts noch überwiegend landwirtschaftlich geprägt, so brachte die Industrialisierung im Norden Straßburgs einen starken Bevölkerungszuwachs wegen der Arbeitsplätze in der Nähe (Bahnbetriebswerk in Bischheim, Rangierbahnhof in Niederhausbergen). In den 1960er Jahren gab es durch die Aufnahme in den Stadtverband Straßburg einen neuen Schub, die Gemeinde wurde auch als Wohngemeinde für Straßburg wichtig. Seit 2000 gibt es im benachbarten Hœnheim auch einen Anschluss an die Straßenbahn Straßburg (Linie B).
| Jahr      | 1962  | 1968  | 1975  | 1982  | 1990  | 1999  | 2006  | 2019  |
| --------- | ----- | ----- | ----- | ----- | ----- | ----- | ----- | ----- |
| Einwohner | 2.750 | 3.144 | 3.978 | 4.012 | 5.591 | 6.017 | 6.219 | 7.994 |

Quellen: INSEE

## Sonstiges
Eine Lokomotive der Baureihe BB 26000 der Staatlichen französischen Eisenbahn (SNCF) trägt den Namen der Gemeinde Souffelweyersheim.